# Pennatula aculeata
Espèce
Pennatula aculeata est une espèce d'animaux de l'embranchement des cnidaires. Ces animaux sont fixés sur un substrat.